# Kościół św. Bartłomieja w Świniarach Wielkich
Kościół św. Bartłomieja – rzymskokatolicki kościół filialny, położony jest w miejscowości Świniary Wielkie (gmina Wołczyn). Kościół należy do Parafii Narodzenia Najświętszej Maryi Panny w dekanacie Namysłów wschód, archidiecezji wrocławskiej.
19 maja 1954 roku, pod numerem 73/54 świątynia została wpisana do rejestru zabytków województwa opolskiego.

## Historia i architektura
Kościół został wybudowany w 1762 roku. Jest to budowla o konstrukcji zrębowej na podmurówce, orientowana. Prezbiterium zamknięte jest trójbocznie, przy nim od strony północnej dobudowana jest niewielka zakrystia. Nawa jest kwadratowa. Wewnątrz stropy są płaskie. Belka tęczowa jest fazowana, wycięto na niej datą budowy kościoła. Chór muzyczny wsparty na jednym słupie. Okna są zamknięte łukiem spłaszczonym. Na zewnątrz kościół, z wyjątkiem kruchty, jest nieoszalowany. Wejście do kruchty zamknięto półkoliście z mieczowaniami. Dach kościoła jest typu siodłowego i pokryty gontem. Wieża jest konstrukcji słupowej, nakryta dachem typu namiotowego. Drzwi wejściowe są klepkowe ze starymi okuciami. W okienku zakrystii znajduje się krata kowalska. 

## Wnętrze i wyposażenie
Wnętrze świątyni zdobią: 
- zabytkowy ołtarz główny, pochodzący z 1698 roku, z rzeźbami św. Mateusza, św. Jana Ewangelisty, św. Agnieszki, św.Cecylii oraz Matki Boskiej adorowanej przez aniołki, po bokach ołtarza znajdują się rzeźby św. Piotra i św. Pawła,
- renesansowa ambona,
- ławy lokatorskie z XVII wieku,
- barokowy krucyfiks z II połowy XVII wieku[4]

Na dzwonnicy obok kościoła zawieszony jest pochodzący z 1622 roku dzwon, który został ufundowany przez Adama Posadowskiego, ówczesnego właściciela Wołczyna i Świniar.

## Galeria

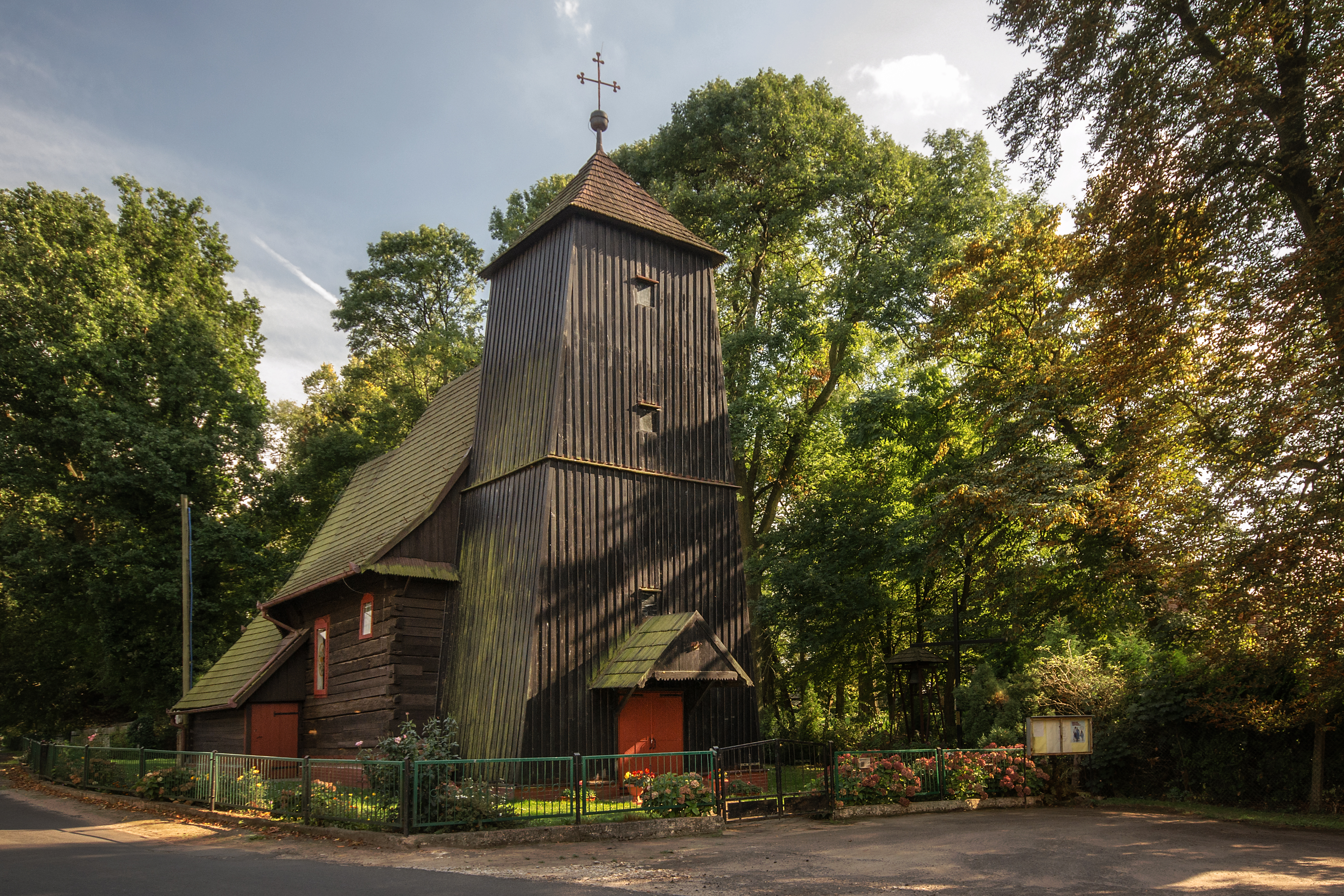
Widok od strony wieży
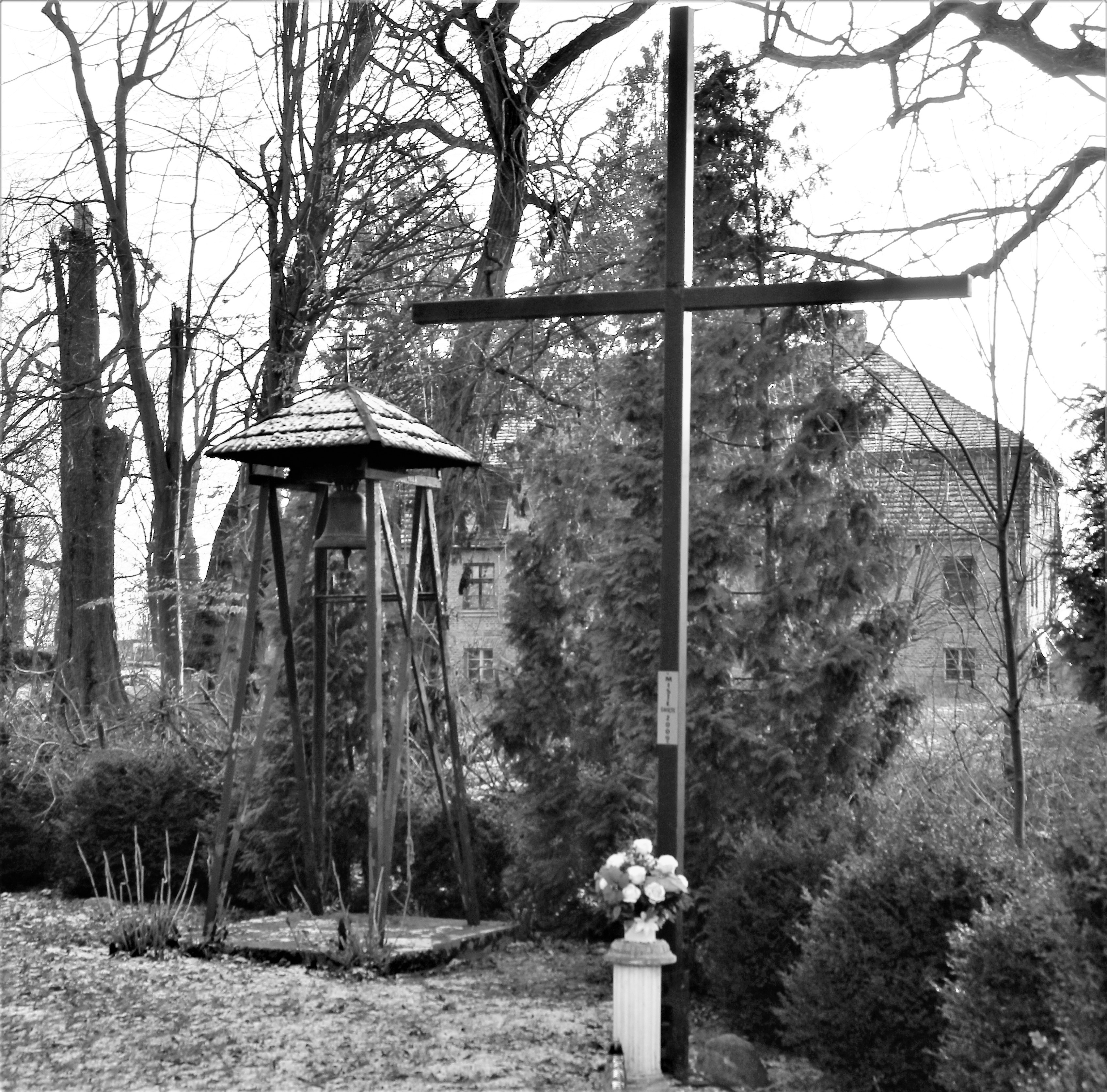
Dzwonnica
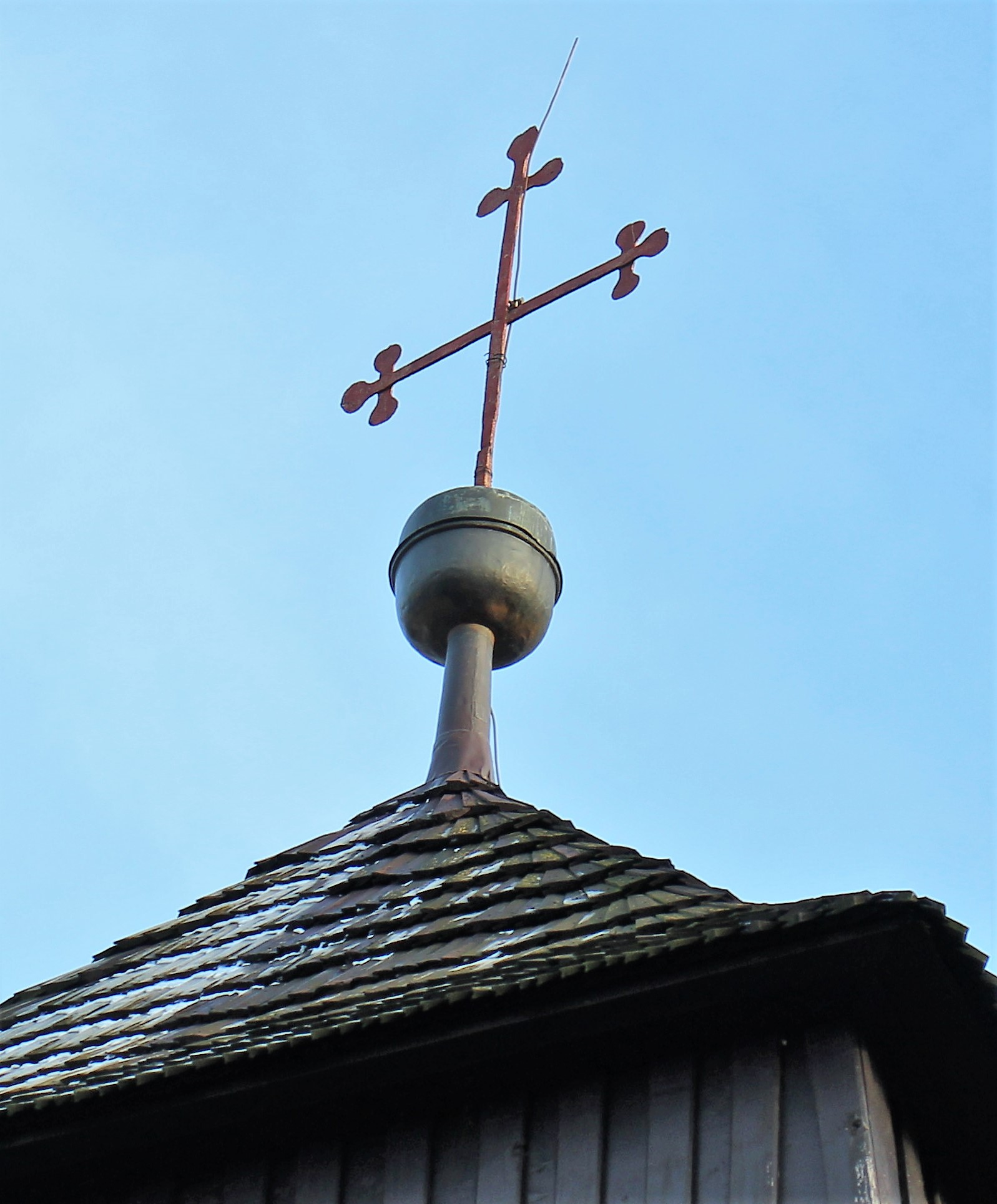
Krzyż wieżowy